# Шерил Мілнс
Шерил Мілнс  (англ. Sherril Milnes; нар. 10 січня 1935, Давнерс-Ґров, Іллінойс, США) — американський оперний баритон, один з найвідоміших світових баритонів, виконавців партій у операх Джузеппе Верді 1970-х і 1980-х років. Його голос високий драматичний баритон, що поєднує гарне легато з гострим ритмічним стилем. У 1965—1997 роках — соліст Метрополітен-опера.

## Життєпис
Шерил Мілнс народився 10 жовтня 1935 року в селищі Давнерс-Ґров, у штаті Іллінойс (США), у сім'ї фермера молочаря. Ще у дитинстві, він виявив великі здібності до музики. На додаток до чудового голосу, він з юних років грав на фортепіано, скрипці, альті, контрабасі, кларнеті та тубі. Мілнс співав батьковим коровам, а одного разу його знайшли на тракторі, де він експериментував з оперним сміхом.
У середній школі, Мілнс планував бути анестезіологом, але пізніше повернувся до музики з надією стати вчителем. Свою музичну освіту він здобував в університеті Дрейка і Північно-Західному університеті. Початок кар'єри оперного співака був не зовсім вдалим. Тільки у 1960 році він розпочав співпрацю з оперною компанією антрепренера Бориса Голдовського (Boris Goldovsky Opera Company), і через чотири роки здійснив свій перший важливий оперний дебют у Нью-Йоркській міській опері, як Валентин у опері «Фауст» Шарля Гуно. У грудні 1965 року, теж у партії Валентина, відбувся його дебют у Метрополітен-опера разом з Монсеррат Кабальє в її дебютній ролі Маргарити. У 1967 році співав партію капітана Адама Бранта у опері американського композитора Марвіна Дейвіда Леві Mourning Becomes Electra.
На початку 1980-х років Мілнс мав серйозні вокальні проблеми зі здоров'ям, але подолав їх.
У вересні 1996 року Мілнс був удостоєний французьким урядом звання Кавалера ордену Мистецтв та літератури. 22 березня 1997 року він востаннє виступив у опері «Аїда» на сцені Метрополітен-опери у Нью-Йорку.
У 1998 році Мілнс опублікував мемуари «Американська арія».

## Цікаво
29 липня 2015 року один з найвідоміших світових баритонів Шерил Мілнс у рамках програми Канадського інституту вокального мистецтва у Монреалі провів майстер клас з молодою українською співачкою, що живе в Нью-Йорку, Антоніною Чеховською.